# Красненькая речка
Кра́сненькая ре́чка — муниципальный округ № 30 в составе Кировского района Санкт-Петербурга.

## География
Округ «Красненькая речка» на карте Кировского района

## История
Округ назван в честь реки Красненькой, которая протекает через юго-западные районы Санкт-Петербурга. Это название известно с 1773 года в форме «Красная речка» — в то время на её левом берегу находился трактир «Красный кабачок».

## Население
| 2002    | 2010    | 2012    | 2013    | 2014    | 2015    | 2016    |
| ------- | ------- | ------- | ------- | ------- | ------- | ------- |
| 37 891  | ↗40 544 | ↗40 581 | ↘40 280 | ↗40 830 | ↗41 102 | ↗41 300 |
| 2017    | 2018    | 2019    | 2020    | 2021    | 2023    | 2025    |
| ↘40 977 | ↘40 948 | ↗41 032 | ↘41 029 | ↘39 378 | ↘38 921 | ↘38 080 |

## Местные газеты
Существует своя газета «Красненькая Речка».